# 佐藤しのぶ 出逢いのハーモニー
『佐藤しのぶ 出逢いのハーモニー』（さとうしのぶ であいのハーモニー）は、一部の独立局でかつて放送されていたテレビ神奈川制作のクラシック音楽に関する趣味・教養番組、トーク番組である。ソプラノ歌手・佐藤しのぶの冠番組。

## 概要
1999年ごろに放送開始。2010年4月からは（記事名に続けて）“第II幕アマービレ愛らしく”（だい2まくアマービレあいらしく）と題して放送。2013年4月からは（記事名に続けて）“第III幕レガーミ絆”（だい3まくレガーミきずな）と題して放送されている。
番組はゲストを迎えてのトークを主とした構成であるが、クラシック音楽の紹介や解説がある（レギュラー出演者はいずれも音楽家）。2013年のリニューアルで、3年ぶりに佐藤が単独で司会をすることになった。
2016年3月28日で番組自体（及び第III幕）が終了した。

## 出演者・スタッフ

### レギュラー出演者
- 佐藤しのぶ（ソプラノ歌手）

### ゲスト出演者
音楽家、有識者、文化人などの出演がある。当該月の最終週は、原則として当該月放送分のダイジェスト（総集編）を放送する。また、月によっては過去放送分から反響が高かった回のアンコール放送を行うことがある。
なお、番組公式サイトには、当該月及びその前月の2か月分のゲスト出演者が記載されている。

### スタッフ
- 協力：佐藤しのぶアートガーデン
- プロデューサー：伊藤誠治
- エグゼクティブプロデューサー：寒河江正
- 制作協力：tvkコミュニケーションズ（2015年3月以前はtvkエンタープライズ）
- 制作著作：tvk

## 過去の出演者

### レギュラー出演者
- 日下部吉彦（音楽評論家、元ABC解説委員） - 2010年のリニューアル以前に出演。
- 本田聖嗣（ピアニスト） - 2010年から2013年の第II幕期に出演。

## 放送地域・放送時間
| 放送対象地域 | 放送局                 | 系列  | 放送日時                                | 備考 |
| ------------ | ---------------------- | ----- | --------------------------------------- | --- |
| 神奈川県     | テレビ神奈川 (tvk)     | JAITS | 月曜 21時00分 - 21時30分 （同時ネット） | 制作局 |
| 埼玉県       | テレビ埼玉 (TVS)       | JAITS | 月曜 21時00分 - 21時30分 （同時ネット） | |
| 千葉県       | 千葉テレビ放送 (CTC)   | JAITS | 月曜 22時30分 - 23時00分                | 同日時差。 2011年3月までは月曜 22時30分 - 23時00分に、 2012年3月まで月曜 22時00分 - 22時30分に放送されていた。                 |
| 三重県       | 三重テレビ放送 (MTV)   | JAITS | 月曜 12時00分 - 12時30分                | 14日遅れ |
| 兵庫県       | サンテレビジョン (SUN) | JAITS | 火曜 8時00分 - 8時30分                  | 22日遅れ 2015年3月までは木曜 19時00分 - 19時30分に放送されていた【ただし、サンテレビボックス席（プロ野球中継）放送時は休止】。 |
| 岐阜県       | 岐阜放送 (GBS)         | JAITS | 火曜 8時30分 - 9時00分                  | 8日遅れ 2013年10月1日スタート                                                                                                  |